# SC Neusiedl am See 1919
Sportclub Neusiedl am See 1919 w skrócie SC Neusiedl am See 1919 – austriacki klub piłkarski, grający w trzeciej lidze austriackiej, mający siedzibę w mieście Neusiedl am See.

## Historia
Klub został założony 13 kwietnia 1919 roku. W sezonie 1981/1982 klub awansował z drugiej ligi do pierwszej ligi. W sezonie 1982/1983 zajął w niej 13. miejsce i utrzymał się, jednak w sezonie 1983/1984 wygrał tylko jeden mecz i powrócił do drugiej ligi.

## Sukcesy
- Regionalliga Ost:

mistrzostwo (1): 1979/1980
- Landesliga Burgenland:

mistrzostwo (2): 1975/1976, 2004/2005

## Historia występów w pierwszej lidze
| Sezon     | Pozycja      | M  | Pkt. | Z | R | P  | GZ | GS  |
| --------- | ------------ | -- | ---- | - | - | -- | -- | --- |
| 1982/1983 | 13.          | 30 | 21   | 7 | 7 | 16 | 29 | 49  |
| 1983/1984 | 16. (spadek) | 30 | 4    | 1 | 2 | 27 | 10 | 102 |

## Stadion
Domowe mecze klub rozgrywa na stadionie o nazwie Sportzentrum Neusiedl, położonym w mieście Neusiedl am See. Stadion może pomieścić 3000 widzów.

## Reprezentanci kraju grający w klubie
Stan na luty 2020
| - Geza Gallos - Josef Sara | - Ján Pivarník - Marián Masný |